# تاكيشي تيرادا
تاكيشي تيرادا (باليابانية: 寺田 武史) (21 مارس 1980 في إيباراكي في اليابان – )؛ هو لاعب كرة قدم ياباني سابق كان يلعب كمدافع.

## وصلات خارجية
- تاكيشي تيرادا على موقع رابطة كرة القدم اليابانية للمحترفين (اليابانية)
- تاكيشي تيرادا على موقع Soccerway.com (الإنجليزية)